# 5º Stormo
Il 5º Stormo "Giuseppe Cenni" era uno stormo da caccia dell'Aeronautica Militare, decorato con Medaglia d'oro al valor militare. Nasce come primo Stormo d'Assalto della Regia Aeronautica al comando del generale Amedeo Mecozzi, ideatore di questa specialità. Dal 1934 al 2010 svolse ininterrottamente l'attività passando dalle specialità di assalto, bombardamento in picchiata, cacciabombardiere e caccia. È proprio nella specialità del bombardamento in picchiata, evoluzione dei reparti d'assalto, che lo Stormo divenne celebre; tre piloti infatti vennero decorati con la medaglia d'oro al valor militare, subendo durante gli scontri la perdita di due comandanti, Guido Nobili e Giuseppe Cenni a cui è intitolato lo Stormo. Dal 2004, su F-16 ADF, lo Stormo diventò centrale nell'attività di sorveglianza dello spazio aereo nazionale. Il 5 ottobre 2010 passò in posizione di quadro.

## Storia

### Regia Aeronautica
Lo Stormo venne costituito presso l'aeroporto di Ciampino (Roma) il 1º gennaio 1934.
Dal 1º gennaio 1934 il 7º Gruppo Autonomo Caccia Terrestre con la 76ª Squadriglia caccia, 86ª e 98ª entrò a far parte del 5º Stormo d’Assalto comandato dal colonnello Amedeo Mecozzi (in carica da luglio 1934 al giugno 1936) insieme al XIX Gruppo con la 100ª, 101ª Squadriglia e 102ª Squadriglia all'Aeroporto di Ciampino Sud.
Il 1º luglio 1936 diventò 5ª Brigata Aerea d’Assalto.
Nel luglio del 1935, lo Stormo passò alle dipendenze della 5ª Squadra aerea che comprendeva il 5° e 50º Stormo, iniziando a dismettere i suoi mezzi più obsoleti e transitando sui Caproni A.P.1 e Breda Ba.64 oltre che 10 Caproni Ca.100.
Nel 1936 erano ancora in linea diversi Ansaldo AC.3 (Dewoitine D.9) distribuiti nelle varie Squadriglie.
Tra il 1936 e il 1937, gli ultimi AC.3 vennero radiati in favore dei Caproni AP.1 e dei Breda 64.
Nel 1937 ricevettero gli IMAM Ro.41, i Fiat C.R.32 e i Ba.65.
Dall'ottobre 1937 lo Stormo passò sotto il comando del colonnello Giuliano Cassiani Ingoni, in carica fino al gennaio 1939.
Entro il 1938, anche tutti gli AP.1 furono radiati perché non adatti al ruolo assaltatori.
Il 28 luglio 1938 la sede dello Stormo si spostò al Campo della Promessa di Lonate Pozzolo sui Ba.65.
Nel maggio 1939 la 76ª Squadriglia passò sui Ba.88 seguita a fine anno dalle altre squadriglie.

### Seconda guerra mondiale
Al 10 giugno 1940 il 7º Gruppo del Magg. Marcello Fossetta è a Campiglia Marittima con la 76ª (2 BA 88), 86^ (1 BA 88) e 98ª Squadriglia (1 BA 88) nell'8ª Brigata Aerea “Astore” del Gen. B.A. Augusto Bonola di Viterbo della 3ª Squadra aerea e il 19º Gruppo del Magg. Biagio Maglienti all'Aeroporto di Alghero-Fertilia con la 100ª Squadriglia (5 BA 88), 101ª Squadriglia (4 BA 88) e 102ª Squadriglia (4 BA 88) nell'Aeronautica della Sardegna - ASAR.
Nell'ambito della Battaglia delle Alpi Occidentali il 16 giugno, dodici BA 88 attaccano mitragliando e spezzonando gli aeroporti di Bonifacio, Porto Vecchio, Travo di Ventiseri e Ghisonaccia. Il 19 giugno, 9 aerei ripetono l’attacco sugli stessi obiettivi.
Il 9 agosto successivo il 7º Gruppo va in Africa Settentrionale Italiana nella 14ª Brigata Aerea Mista “Rex” e il 1º dicembre 1940 lo stormo si scioglie.
Il 14 maggio 1943, il 102º Gruppo Reggiane Re.2002 va a Reggio Emilia e poi, il 25 maggio, a Tarquinia. Il 10 luglio, giorno successivo alla scoperta della flotta Alleata in avvicinamento alla Sicilia il gruppo è immediatamente spostato a Crotone, raggiunto da altri 12 Re.2002 del 101º gruppo, in arrivo da Lonate Pozzolo.
Il 13 luglio nell'ambito dello Sbarco in Sicilia, 11 Re.2002 vanno all’attacco delle navi, fra Augusta e Siracusa: una bomba da 250 kg colpisce la corazzata HMS Nelson (28), a prua, davanti alla prima torre dei cannoni da 406 mm costringendola a rientrare anzitempo, a Malta. Due aerei italiani vengono abbattuti e altri coinvolti, dopo l’atterraggio all'aeroporto di Crotone in un grande bombardamento.
All'8 settembre 1943 il 5º Stormo Bombardamento a Tuffo era all'Aeroporto di Manduria con il 101º Gruppo con la 208ª (6 Re.2002) e 238ª Squadriglia (6 RE 2002) e il 102º Gruppo con la 209ª e 239ª Squadriglia nella 4ª Squadra aerea.
A metà giugno 1944 riceve gli M.C.202 per il 102º Gruppo (209ª e 239ª Squadriglia).

### Il dopo guerra
Nel settembre del 1950 arrivò alla 208ª Squadriglia, 101º Gruppo, 5º Stormo, il pilota Lamberto Bartolucci della quale nel 1953 assumerà il comando.
Nel 1951 è assegnato allo Stormo quale pilota operativo e istruttore su aviogetti il tenente Basilio Cottone, futuro Capo di stato maggiore dell'Aeronautica Militare, che dal 1956 al 1958, con il grado di capitano, ha comandato la 212ª Squadriglia cacciabombardieri a Rimini. Nel 1956 viene ideato il nuovo stemma dello Stormo: raffigurante la Diana cacciatrice e realizzato dal maggiore Bruno Alessandrini compagno di classe, all'Istituto d'Arte di Parma, di Giuseppe Cenni (a cui a breve sarebbe stato intitolato lo Stormo).
Con l'arrivo dei P-47 Thunderbolt dopo il 1951 e sia pure con non poche difficoltà di adattamento da parte dei piloti, lo stormo diventa "caccia bombardieri" sull'aeroporto di Verona-Villafranca.
A Villafranca Veronese, 1 febbraio 1953, il 5º Stormo viene trasformato nella 5ª Aerobrigata. L'unità era dotata di caccia bombardieri Republic F-84G Thunderjet e strutturata su tre gruppi: 101º, 102º e 103º. La missione primaria era l'attacco con armi nucleari tattiche contro bersagli situati nel territorio del Patto di Varsavia.
Nel 1956 l'Aerobrigata si rischiera sulla base di Rimini Miramare e riceve i nuovi cacciabombardieri Republic F-84F Thunderstreak.
Nel 1964 comincia un periodo di transizione: arriva il caccia Lockheed F-104G Starfighter che viene usato dai Gruppi 101º (per un breve periodo) e 102º. Il 103º riceve il Fiat G-91R e, successivamente si trasferisce a Treviso. Successivamente anche il 101º lascia Rimini e si porta a Cervia (8º Stormo) con i caccia Aeritalia G-91Y.
Il 14 settembre 1967 l'Aerobrigata viene sciolta e il reparto torna al nome storico di 5º Stormo. L'unico Gruppo Volo è il 102º. In questi anni di transizione, arrivano a Rimini i caccia F-86K del 23º Gruppo, dipendente dalla 51ª Aerobrigata con comando ad Istrana (provincia di Treviso).
Basilio Cottone torna come vice comandante dal 1967 e, promosso colonnello, diviene comandante dal 1970.
Nel 1973 lo Stormo riceve il caccia F-104S e si stabilizza su due Gruppi: il 23º intercettori (ex-51ª AB) e il 102º cacciabombardieri. Questa configurazione rimane invariata per tutta la guerra fredda e oltre. L'unica variazione è l'arrivo della versione migliorata F-104ASA dell'aereo.
Adelchi Pillinini nel 1975 è trasferito a Rimini dove è prima vice comandante e poi comandante dello Stormo.
Nel corso delle anni novanta il 102º Gruppo si trasferisce al 6º Stormo di Ghedi (provincia di Brescia) e passa sul Panavia Tornado IDS; il 5º Stormo, con il rimanente 23º Gruppo, prende residenza a Cervia (provincia di Ravenna). Alla fine degli anni '90 arriva un'ulteriore sottoversione dell'aereo denominata F-104 ASA-M e nel 1999 il reparto partecipa alle operazioni contro la Serbia con il compito di proteggere le aree frequentate dagli aerei radar E-3 A.W.A.C.S.
Nel 2004 arriva il caccia F-16 ADF.
Fino al 1995 aveva sede sulla base di Rimini, ma è stato successivamente trasferito sulla base aerea di Cervia.
Il suo reparto di volo era composto dal 23º Gruppo Caccia, che ha terminato il proprio servizio dotato di F-16 ADF.

### L'addio all'F-16
Nell'ambito della ristrutturazione dell'Aeronautica Militare, il 23º Gruppo caccia ha svolto domenica 23 maggio 2010 l'ultimo servizio di allarme per la sorveglianza dello spazio aereo nazionale sull'F-16. Il ciclo operativo del velivolo statunitense, che era stato scelto come mezzo di passaggio tra l'F-104 e l'Eurofighter, si è concluso dopo 6 anni. Venerdì 4 giugno 2010 gli ultimi F-16 hanno lasciato definitivamente la base romagnola, alla volta del 37º Stormo di Trapani. Al loro posto arriveranno da Pratica di Mare gli elicotteri del 15º Stormo, specializzati nella Ricerca e Soccorso (in inglese: SAR - Search and Rescue).
Il 5º Stormo è stato contemporaneamente messo in posizione quadro.

## Distintivi

Distintivo del 5º Stormo d'Assalto della Regia Aeronautica
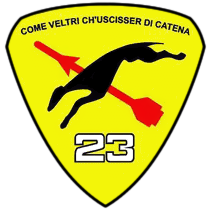
Distintivo del 23º Gruppo

## Intitolazione
Lo Stormo è intitolato alla memoria del maggiore Giuseppe Cenni primo Comandante del 102º Gruppo e insignito della medaglia d'oro al valor militare che nel corso del conflitto si rese protagonista di oltre 750 ore di volo di guerra su un totale di 1460 ore, di 200 azioni belliche, due promozioni per meriti di guerra, una medaglia d'oro e sei d'argento al valore militare. Il maggiore Cenni, il mattino del 4 settembre 1943 era alla testa di una formazione di 17 Reggiane Re.2002 scortati da un pugno di Macchi M.C.202 e 205, che dopo avere sganciato un carico di bombe al largo di Reggio Calabria dove si stavano ammassando dei mezzi da sbarco inglesi e canadesi, venne attaccata da alcuni caccia inglesi "Spitfire" e l'aereo di Cenni venne colpito, precipitando senza che il pilota avesse avuto il tempo di lanciarsi.

## Onorificenze
La motivazione è tratta dal sito del Quirinale - Presidenza della Repubblica.
Al comandante Giuseppe Cenni

### Periodici
- Angelo Emiliani, Il "Tuffatore" della Regia Aeronautica (Giuseppe Cenni, pilota di Stuka venuto dalla caccia), in Storia Militare, n. 19, Parma, aprile 1995.
- Carlo Migliavacca, Ricordo di un eroe: il magg. pil. Giuseppe Cenni, in Aeronautica, n. 8-9, Roma, Associazione Arma Aeronautica, 2013.  (PDF) (PDF).